# Longpré-les-Corps-Saints
 Longpré-les-Corps-Saints  es una población y comuna francesa, en la región de Picardía, departamento de Somme, en el distrito de Abbeville y cantón de Hallencourt.

## Demografía
| 1858 | 1902 | 1857 | 1641 | 1519 | 1561 |
| Para los censos de 1962 a 1999 la población legal corresponde a la población sin duplicidades (Fuente: INSEE [Consultar]) |      |      |      |      |      |